# Moshe Kaplinsky

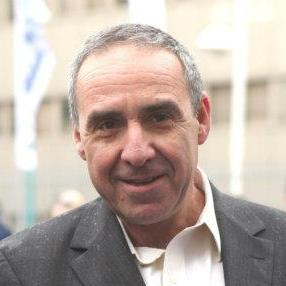
Moshe Kaplinsky en 2012.

El comandante general Moshe Kaplinsky (en hebreo: משה קפלינסקי‎; nacido en 1957) es subdirector de las Fuerzas de Defensa de Israel. Fue previamente jefe del Comando Central de las FDI, donde su área de responsabilidad era Cisjordania. Como subdirector general de las Fuerzas, él está en segundo lugar en el comando de las Fuerzas de Defensa de Israel. 
En agosto de 2002, él asumió el control como comandante general del Comando Central del mayor general Yitzhak Eitan. Como jefe del comando central, Kaplinski fue un miembro del personal exoficiales de las FDI; él supervisó, entre otras cosas, a comandantes del área norte y sur de Cisjordania (denominados Samaria y Judea, respectivamente). 
Kaplinski es un veterano de la Brigada Golani. Sus posiciones anteriores incluyen: 
- Secretario militar del primer ministro Ariel Sharón, promovido al comandante general (2001-2002) de la división territorial de Galilea durante el retiro Israelí de Líbano
- Comandante de la Brigada de Infantería Golani (1993-1995).
- Kaplinski tiene un BA en Economía y Negocios de la Universidad de Bar-Ilan y un MBA de la Universidad de Tel Aviv. Él es graduado del curso de oficiales avanzados de Infantería del Ejército de los Estados Unidos.